# پژوهشی در رئالیسم اروپایی
کتاب پژوهشی در رئالیسم اروپایی (Studies in European Realism) یکی از کتاب‌های تأثیرگذار گئورگ لوکاچ در حوزه نقد ادبی است. این جامعه‌شناس مجارستانی از اولین کسانی است که ادبیات را از دیدگاه جامعه شناختی تحلیل و بررسی کرده‌است. نظریه رمان و جان و صورت از مهم‌ترین کتاب‌های او در این زمینه و از تأثیرگذارترین کتاب‌های نقد ادبی در قرن بیستم است. لوکاچ مقالات جمع‌آوری شده در پژوهشی در رئالیسم اروپایی را بین سال‌های ۱۹۳۵ و ۱۹۳۶ نوشته‌است اما، این مقالات ۱۵ سال پس از نگارش در سال ۱۹۵۱ به صورت کتاب چاپ شده‌است.

## دربارهٔ کتاب
آنچه کتاب "پژوهشی در رئالیسم اروپایی" را در میان مجموعه آثار گئورگ لوکاچ برجسته می‌کند، تأکید این جامعه‌شناس مجارستانی بر آن روش تحلیلی است که خود در تأثیرگذارترین اثرش یعنی تاریخ و آگاهی طبقاتی به کار گرفته‌است.

 «"تاریخ و آگاهی طبقاتی"، این شاهکار تحریم شده تفکر مارکسیستی، متن کلاسیک مارکسیسم غربی در برابر مارکسیسم جزم گرای شوروی است. این اثر در فضایی هگلی به ارزیابی مجدد اندیشه‌های مارکسیستی پرداخته‌است. لوکاچ نخستین کسی بود که متوجه شد نظریه تاریخی مارکس و حتی نظریه اقتصادی او می‌باید به سان تعمیم و کاربردی از دیالکتیک هگلی مطالعه شود.»
لوکاچ هر چند در «پژوهشی در رئالیسم اروپایی» از انگلس و لنین مثال می‌آورد و در مواردی نظریات آن‌ها را دربارهٔ بالزاک، استاندال، زولا، تولستوی و… درست و درخشان معرفی می‌کند اما، در میان راه دوگانه ایدئالیسم / ماتریالیسم قرار می‌گیرد و اساس تحلیل خود را این نظرگاه و این شیوه معرفی می‌کند. اساس تفکر لوکاچ در این کتاب معرفت شناسانه و ماتریالیستی است اما به همان میزان که از ایدئالیسم امثال ماکس وبر و مکتب هایدلبرگ دور است از ماتریالیسم انگلسی / لنینی هم فاصله دارد.
کتاب «پژوهشی در رئالیسم اروپایی» که از این بخت بلند برخوردار بوده که توسط دو مترجم به فارسی برگردانده شود، متشکل از پیشگفتار و ۹ فصل در بررسی جامعه شناختی آثار بالزاک، استاندال، زولا، تولستوی، گورکی و… است. چاپ نخست این کتاب سال ۱۳۷۳ توسط انتشارات علمی و فرهنگی و با ترجمه اکبر افسری به بازار کتاب‌های فارسی زبانان فرستاده شده‌است. در سال ۱۳۸۰ پیشگفتار و چهار فصل آن با عنوان جامعه‌شناسی رمان و با ترجمه محمد جعفر پوینده توسط نشر نی منتشر شده‌است. جامعه‌شناسی رمان که در واقع ترجمه کتابی با عنوان بالزاک و رئالیسم فرانسوی چاپ شده در سال ۱۹۷۹ در پاریس است، یک بار دیگر در سال ۱۳۸۷ با همان ترجمه اما این بار توسط نشر ماهی به فارسی زبانان عرضه شده‌است.
اگر کتاب کامل لوکاچ یعنی «پژوهشی در رئالیسم اروپایی» را مد نظر قرار دهیم، این اثر در بر دارنده آرا و نظرات این جامعه‌شناس چپ‌گرا دربارهٔ مهم‌ترین رمان‌های منتشر شده در قرن‌های ۱۸ و ۱۹ در اروپا است. لوکاچ نمونه راستین ادبیات را، ادبیات رئالیستی می‌داند و نظر خود در این زمینه را در پیشگفتار کتاب که ۱۵ سال پس از نگارش مقالات درج شده در آن نوشته شده‌است، به روشنی شرح می‌دهد. او می‌نویسد: «رئالیسم سترگ راستین، انسان و جامعه را از دیدگاهی صرفاً انتزاعی و ذهنی به نمایش نمی‌گذارد، بلکه آنها را در تمامیت پویا و عینی شان به روی صحنه می‌آورد. بر مبنای این معیار، گرایش به درونی ساختن صرف و گرایش به بیرونی ساختن صرف، هر دو به شیوه‌ای واحد موجب فروکاستن و تباهی همه انواع هنر می‌شود. در مقابل، رئالیسم مستلزم انعطاف‌پذیری، ترسیم همه‌جانبه اشخاص، زندگی مستقل انسان‌ها و روابط آنان با یکدیگر است. رئالیسم به هیچ وجه به معنای رد صرف رنگ آمیزی‌های مختلف که در دل زندگی مدرن گسترش می‌یابد، و رد پویایی خلق و خوها و حالت‌های روانی نیست و فقط مخالف آن است که پرستش رنگ و خلق و خوی گذرا، کلیت انسان و خصلت تیپیک عینی افراد و موقعیت‌ها را پاره‌پاره کند.»
این دیدگاه که در جای جای کتاب آنجا که نویسنده به صورت مصداقی دربارهٔ رمان نویسان بزرگ قرن‌های ۱۸ و ۱۹ حرف می‌زند تکرار می‌شود در واقع، صورت تعمیم یافته نظر او در تاریخ و آگاهی طبقاتی است. او در این اثر کلاسیک می‌نویسد: «معیار حقیقت درک واقعیت است اما، واقعیت هرگز نباید با آنچه تجربی است، با آنچه وجود دارد، اشتباه شود. واقعیت در بودن نیست؛ واقعیت در شدن است و آن هم نه بی یاوری اندیشه.»
لوکاچ در «پژوهشی در رئالیسم اروپایی» به ستایش بالزاک و تولستوی می‌پردازد و این ستایش نه از دیدگاه تأیید دیدگاه ارتجاعی آن‌ها در حوزه سیاست که بیشتر به این دلیل است که در نوشته‌های آن‌ها رئالیسم که صورت راستین ادبیات در نظر اوست به پیروزی می‌رسد. او می‌نویسد: «عظمت بالزاک همانا در آن است که خود با توصیف بسیار دقیق واقعیت، از برداشت‌ها، از گرامی‌ترین آرزوها، و از ژرفترین باورهای خویش بی رحمانه انتقاد می‌کند. اگر بالزاک در مورد بطلان آرزوهای ناکجا آبادانه‌اش دچار خود فریبی شده بود و آرزوهای خود را به جای واقعیت نشان داده بود، دیگر توجه هیچ‌کس را به خود جلب نمی‌کرد و مانند مبلغان بی شمار سلطنت طلب و مداحان دوران فئودالی، که در ان سال‌ها به وفور یافت می‌شدند، از یادها رفته بود.»
او همچنین در فصلی از کتاب خود که به تولستوی اختصاص داده‌است نظری مشابه را عرضه می‌کند و می‌نویسد: «اما آنچه در آثار تولستوی مهم است سوالاتی است که مطرح می‌کند نه پاسخ‌هایی که به این سوالات می‌دهد. در رابطه با تولستوی، چخوف به درستی می‌گوید که مطرخ کردن درست یک سؤال یک چیز است و یافتن پاسخ آن، به‌طور کلی چیز دیگر: هنرمند لازم است فقط در بند طرح مسئله باشد.»
لوکاچ در واقع در «پژوهشی در رئالیسم اروپایی» این قاعده جامعه‌شناسی را بی کم‌وکاست به کار می‌گیرد که رفتار و آثار افراد اغلب چیزی فراتر و متفاوت با آنچه کنشگران می‌خواهند از رفتار آن‌ها برداشت شود، در خود دارند. بر این اساس او تعبیر جامعه‌شناسی عوامانه را جعل و از این دیدگاه به ناتورالیسم و تماشاگری و توصیف صرف حمله می‌کند. او به همان اندازه که درون‌گرایی را ارتجاعی می‌خواند، برون‌گرایی صرف را نیز مردود می‌شمارد و می‌نویسد: «در ناتورالیسم نثر سرمایه‌داری بر شعر زندگی چیره می‌شود.» او با ساختن نمونه آرمانی برای قالب ادبی رمان، بالزاک را نویسنده‌ای چیره‌دست، استاندال و فلوبر را نویسندگانی توانا اما دچار کجروی و سرانجام زولا را نویسنده‌ای راه گم کرده که در بهترین حالت رمان‌نویسی میان مایه‌است، معرفی می‌کند. در ادامه و در آنجا که به نویسندگان بزرگ قرن نوزدهم می‌پردازد با نمونه قرار دادن تولستوی از بحران و ابتذالی که ادبیات اروپای غربی پس از فاجعه شکست انقلاب‌های اروپایی ۱۸۴۸ به آن دچار می‌شود، حرف می‌زند و گونه راستین رئالیسم را در ادبیات روسیه و کشورهای اسکاندیناوی جستجو می‌کند.
آن روش تحلیلی که لوکاچ در «پژوهشی در رئالیسم اروپایی» به کار می‌گیرد، تأثیر گسترده‌ای بر نقد ادبی پس از او داشته‌است. او به یک معنا نیای مکاتب انتقادی به ویژه مکتب انتقادی فرانکفورت است. در تأیید این نظر همین کافی است که ستایش او از آثار ادبی کلاسیک نظیر حماسه‌های هومر دقیقاً از همان نظرگاهی انجام می‌شود که صورت فشرده آن در گفته‌ای از تئودور آدورنو و ماکس هورکهایمر در مقدمه دیالکتیک روشنگری آمده‌است. فرانکفورتی‌ها در این کتاب می‌نویسند: «آن رسالتی که باید تحقق یابد حفظ گذشته نیست، بلکه رستگاری و نجات امیدهای گذشته‌است.»